# Амфиполска гробница
Амфиполската гробница (на гръцки: Τύμβος Καστά) е погребално съоръжение, строено между 325 и 300 г. пр.н.е. по времето на Александър Велики и диадохите.
През лятото на 2014 г. започва цялостното ѝ проучване и разкриване под ръководството на археложката Катерина Перистери. Едва след окончателната ѝ реставрация може да се каже кой и как е погребан вътре. Погребалната могила е обградена от 460-метрова стена с участъци от тасоски мрамор. Входът към самата гробница е сводест, а от двете му страни го пазят два сфинкса без глави и криле. Над купола ѝ още в античността тя е пазена от каменен лъв открит в началото на XX век и изложен сега на 5 km от разкопките.
До входа на гробницата, богато украсена с бял мрамор, се стига по 13 стъпала, които водят към широка пътека, обградена със зид.